# The Castaways (film 1909)
The Castaways è un cortometraggio muto del 1909 diretto da J. Stuart Blackton.

## Produzione
Il film fu prodotto dalla Vitagraph Company of America.

## Distribuzione
Distribuito dalla Vitagraph Company of America, il film - un cortometraggio di 192 metri - uscì nelle sale cinematografiche statunitensi il 12 gennaio 1909. Nelle proiezioni, veniva programmato con il sistema dello split reel, accorpato in un'unica bobina con un altro cortometraggio prodotto dalla Vitagraph, The Heroine of the Forge.